# Pino Rauti
Giuseppe Umberto (Pino) Rauti (ur. 19 listopada 1926 w Cardinale, zm. 2 listopada 2012 w Rzymie) – włoski polityk, działacz neofaszystowski, jeden z liderów Włoskiego Ruchu Społecznego (MSI), parlamentarzysta krajowy, poseł do Parlamentu Europejskiego III i IV kadencji.

## Życiorys
W czasie II wojny światowej był ochotnikiem sił zbrojnych Włoskiej Republiki Socjalnej. W 1946 należał do założycieli Włoskiego Ruchu Społecznego. W tym samym roku współtworzył faszyzujący ruch polityczny Fasci di Azione Rivoluzionaria. W 1951 znalazł się wśród członków tej grupy aresztowanych po zamachach bombowych, ostatecznie sam został jednak uniewinniony. W 1954 utworzył paramilitarną skrajną organizację Ordine Nuovo, której członkowie w latach 60. i 70. byli łączeni z różnymi atakami.
Pino Rauti ukończył studia prawnicze, pracował jako publicysta i dziennikarz. W 1972 po raz pierwszy został wybrany do Izby Deputowanych, w której zasiadał do 1992 jako poseł VI, VII, VIII, IX i X kadencji. W 1990 został sekretarzem krajowym (przewodniczącym) MSI, ustąpił jednak już w 1991 po słabych wynikach ugrupowania w wyborach lokalnych i regionalnych na Sycylii. W 1989 i w 1994 z ramienia Włoskiego Ruchu Społecznego był wybierany do Europarlamentu III i IV kadencji, w którym zasiadał do 1999. Pozostawał deputowanym niezrzeszonym, pracował m.in. w Komisji ds. Rozwoju i Współpracy oraz w Komisji ds. Socjalnych i Zatrudnienia.
Gdy w połowie lat 90. liderujący Włoskiemu Ruchowi Społecznemu Gianfranco Fini podjął działania zmierzające do przekształcenia MSI w nowe ugrupowanie o profilu konserwatywnym i umiarkowanym (Sojusz Narodowy), Pino Rauti zakwestionował tę linię, oceniając ją jako zaprzeczenie swojej historii. W 1995 utworzył nowe ugrupowanie Ruch Socjalny – Trójkolorowy Płomień, którym kierował do 2002. W 2004 założył kolejną partię pod nazwą Movimento Idea Sociale, którą kierował do czasu swojej śmierci.
Był ojcem polityk Isabelli Rauti i teściem Gianniego Alemanno